# Wolfertschwenden
Wolfertschwenden település Németországban, azon belül Bajorországban. Lakosainak száma 2110 fő (2023. december 31.).

## Népesség
A település népessége az elmúlt években az alábbi módon változott:
| Lakosok száma | 346  | 679  | 1173 | 1440 | 1870 | 1902 | 1999 | 1996 | 2061 | 2110 |
|               | 1875 | 1950 | 1975 | 1987 | 2012 | 2014 | 2016 | 2017 | 2021 | 2023 |